# Херсонка (Тацинський район)
48°03′ пн. ш. 41°15′ сх. д. / 48.05° пн. ш. 41.25° сх. д.
Херсонка — хутір у Тацинському районі Ростовської області.
Входить до складу Єрмаківського сільського поселення.
Населення 202 особи.

## Географія
На хуторі є одна вулиця — Миру.

## Населення
| Рік  | Чисельність населення |
| ---- | --------------------- |
| 2010 | 167                   |